# Selbstschnittfolie
Selbstschnittfolie (andere Begriffe: Aufnahmeplatte, Abhörfolie oder Abhörwachs) ist ein Überbegriff für verschiedene historische Tonträger, denen gemeinsam ist, dass es sich um schallplattenartige Medien handelt, deren Trägerschicht dünn und sehr verletzlich ist.

## Verbreitung
Selbstschnittfolien wurden zwischen Ende des 19. Jahrhunderts und Mitte des 20. Jahrhunderts hergestellt und dienten zur direkten Aufnahme von akustischen Ereignissen (politische Reden, völkerkundliche Tondokumente von Forschungsreisen, Konzertmitschnitte – auch für Rundfunkanstalten, private Tonaufnahmen etc.). Sie waren vor der Erfindung der magnetischen Tonaufzeichnung auf Tonband neben der direkten Walzenaufnahme die einzige Möglichkeit zur Schallaufzeichnung, wurden aber auch noch bis nach dem Zweiten Weltkrieg eingesetzt (Mangel an Tonbandgeräten). Selbstschnittfolien sind also Unikate. Deshalb sind sie archivarisch besonders wertvoll – gleichzeitig sehr problematisch, da die Aufnahmeschicht wesentlich weicher sein musste als eine massenproduzierte Schellack. Dadurch ist aber auch die fertige Folie sehr empfindlich und jedes Abspielen mindert die Qualität deutlich.

## Materialzusammensetzung
Die Materialzusammensetzungen sind unterschiedlich; man unterscheidet zwischen:
- Platten mit Aluminium-Träger, überzogen mit einer hauchdünnen Wachsschicht
- Platten mit Aluminium- oder Pappeträger, überzogen mit Gelatine (z. B. Pliaphon-Tonplatte)
- Platten mit Aluminium-Träger, mit Kunstseide überzogen (z. B. Metallophon-Platte)
- Decelith-Platten: Dreischichtige Platten der Deutschen Celluloidwerke Eilenburg mit einem gehärteten, elastischen Träger, beidseitig mit einer weichen, dunklen Aufnahmeschicht überzogen (eingesetzt von der Reichs-Rundfunk-Gesellschaft (RRG) für Sendezwecke. RRG-Platten waren Innenstartplatten.)